# كريستيان فرديناند فريدريش كراوس
كريستيان فرديناند فريدريش كراوس (بالألمانية: Christian Ferdinand Friedrich von Krauss)‏ هو عالم إنسان وعالم نبات وعالم ألماني، ولد في 9 يوليو 1812 في شتوتغارت في ألمانيا، وتوفي بنفس المكان في 15 سبتمبر 1890.